# Judith en haar bediende
Judith en haar bediende (Frans: Judith et sa servante) is een schilderij van Lambert Sustris dat hij tussen 1550 en 1554 schilderde. Sinds 1801 maakt het deel uit van de collectie van het Museum voor Schone Kunsten in Rijsel. 

## Geschiedenis
Sustris maakte het schilderij wellicht voor een lid van het beroemde bankiersgeslacht Fugger. Voor die familie maakte de schilder meer werken. Later kwam het in bezit van de de oorspronkelijk uit Keulen afkomstige bankier en verzamelaar Everhard Jabach. In 1662 was Judith en haar bediende het eerste werk van de schilder dat Lodewijk XIV kocht. In 1801 werd het schilderij door de staat toegewezen aan het onlangs opgerichte Museum voor Schone Kunsten in Rijsel.

## Voorstelling
Dit schilderij toont de Joodse heldin Judith die het hoofd van Holofernes, een Assyrische generaal, vasthoudt. Een bediende staat naast haar en houdt een zak open. Op de achtergrond is het kamp van de troepen van de generaal te zien. In het boek Judith uit het Oude Testament wordt verteld hoe generaal Holofernes en zijn troepen de stad Betulia aanvallen waar de jonge joodse weduwe Judith woont. Om haar volk te redden, gaat ze met haar bediende Abra naar het kamp van de generaal. Holofernes nodigt haar uit in zijn tent, maar drinkt zoveel dat hij in slaap valt. Judith onthoofdt hem vervolgens met zijn eigen zwaard. 
Judith die Holofernes onthoofdt is een bekend thema in de beeldende kunsten. Vaak wordt de onthoofding zelf weergegeven, zoals op het beroemde schilderij van Caravaggio. Lambert Sustris kiest juist een later moment en benadrukt zo de gratie van de jonge vrouw. Haar onschuldige gezicht, witte teint en naar boven gerichte blik staan in schril contrast met wat er net is gebeurd. De fijnheid van de kleding en de juwelen accentueert de zachtheid van de jonge vrouw nog. Er is een duidelijk tegenstelling met de oude bediende Abra, die met een doffe gelaatskleur de open zak vasthoudt waar het hoofd van Holofernes in zal gaan. Sustris wil zo laten zien dat Judith beide is: heldin voor de inwoners van Betulia en moordenares voor de Assyriërs.
Dit schilderij behoort tot het maniërisme. Deze kunststroming kenmerkt zich door de weergave van uitgerekte, vervormde en draaiende lichamen die op standbeelden lijken. De pose van Judith, die het hoofd van Holofernes in een zak stopt terwijl ze haar eigen hoofd opheft, is hier een voorbeeld van. Ze heeft een elegante en verfijnde pose ondanks de moord die ze zojuist heeft gepleegd. Het maniërisme richt zich ook op de intensiteit van expressies, zoals te zien is in het gezicht van Judith, zacht en onschuldig, of van haar bediende, donker en met neergeslagen ogen.

## Afbeelding

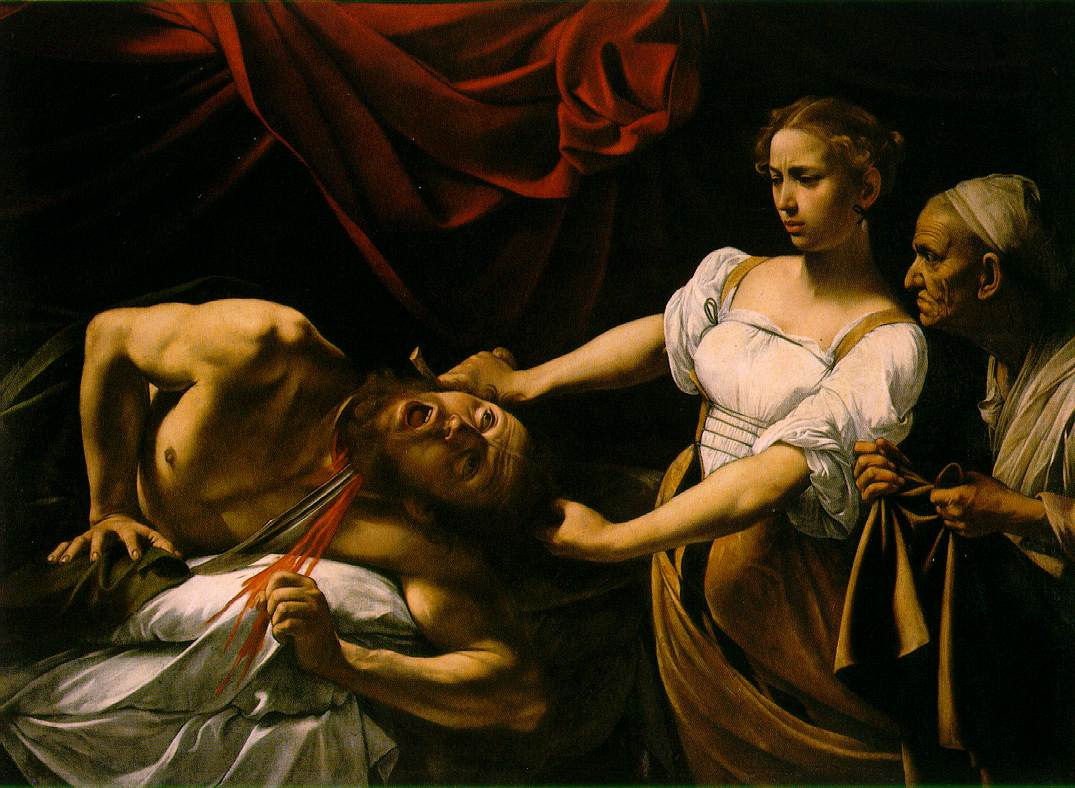
Judit onthoofdt Holofernes - Caravaggio